# Lithacodia rosea
Lithacodia rosea är en fjärilsart som beskrevs av Emilio Berio 1959. Lithacodia rosea ingår i släktet Lithacodia och familjen nattflyn. Inga underarter finns listade i Catalogue of Life.